# غويلرمو أوريلانا
غويلرمو أوريلانا (بالإسبانية: Guillermo Orellana)‏ (29 يوليو 1986 بتشيلي - ) هو لاعب كرة قدم تشيلي في مركز حراسة المرمى. لعب مع نادي كوكيمبو أونيدو وبويرتو مونت ‏ وتراساندينو دي لوس أنديس ‏ ونادي كوبريسال وأونيفرسيداد دي كونسيبسيون ‏.

## وصلات خارجية
- غويلرمو أوريلانا على موقع قاعدة بيانات كرة القدم.إي يو (الإنجليزية)
- غويلرمو أوريلانا على موقع Soccerway.com (الإنجليزية)
- غويلرمو أوريلانا على موقع AS.com (الإسبانية)